# José Nicomedes Grossi
Dom José Nicomedes Grossi (Cipotânea, 15 de setembro de 1915 — Juiz de Fora, 21 de junho de 2009) foi um sacerdote católico brasileiro, bispo da Diocese de Bom Jesus da Lapa de 1962 a 1990, quando se tornou bispo emérito.